# Pomnik Czynu Zbrojnego Polonii Amerykańskiej
Pomnik Czynu Zbrojnego Polonii Amerykańskiej (nazywany także pomnikiem Hallerczyków) – monument w Warszawie na Żoliborzu w pasie zieleni alei Wojska Polskiego, przy placu Grunwaldzkim.

## Opis
Pomnik upamiętnia udział Polonii amerykańskiej w odzyskaniu przez Polskę niepodległości. Polonia amerykańska z USA i Kanady dostarczyła 20 tys. ochotników do Błękitnej Armii generała Józefa Hallera, z czego ok. 14,5 tysiąca wróciło do Ameryki po zakończeniu walk. W maju 1921 powołane zostało Stowarzyszenie Weteranów Armii Polskiej w Ameryce (SWAP), które było inicjatorem wzniesienia tego pomnika.
Pomnik Czynu Zbrojnego Polonii Amerykańskiej został odsłonięty i poświęcony 14 sierpnia 1998 roku, w przeddzień święta Wojska Polskiego i rocznicy Bitwy Warszawskiej. Powstał z inicjatywy Stowarzyszenia Weteranów Armii Polskiej w Ameryce oraz Stowarzyszenie Tradycji Oręża Polskiego im. Józefa Piłsudskiego w Warszawie (STOP). W komitecie budowy znaleźli się ze strony STOP gen. bryg. Kazimierz Bogdanowicz, płk dr Zbigniew Kumoś, płk Józef Matysiewicz i Krzysztof Grabiec, ze strony SWAP Hieronim Wyszyński, Witold Knapczyk, Eugeniusz Witt i Kazimierz Rasiej. 
Autorami pomnika byli mgr inż. arch. Baltazar Brukalski (BPK „Stolica” Warszawa) oraz autor rzeźby Andrzej Pityński z Nowego Jorku (Atelier Jonson New Jersey), który stworzył również Pomnik Katyński w Jersey City i Narodowy Pomnik Katyński w Baltimore. Przekazanie pomnika władzom Warszawy miało miejsce 7 listopada 2002 roku.
Na jednej z tablic na cokole pomnika znalazła się inskrypcja:

Na chwałę czynu zbrojnego Polonii Amerykańskiej w okresie I wojny światowej i jej wkład w dzieło odzyskania niepodległości Polski po 123 latach niewoli pomnik ten ofiaruje narodowi polskiemu Stowarzyszenie Weteranów Armii Polskiej w Ameryce i Polonia Amerykańska.